# O Holy Night (album)
O Holy Night - to pierwszy EP amerykańskiej wokalistki młodego pokolenia Jackie Evancho. Został wydany 16 listopada 2010 roku, dwa miesiące po finale 5. edycji America's Got Talent w którym Evancho zajęła drugie miejsce. Tematycznie album nawiązuje do świąt Bożego Narodzenia. Album uzyskał status platynowej płyty co uczyniło Evancho najmłodszą artystką której album osiągnął ten status. 
Na album składa się płyta CD z czterema studyjnymi nagraniami, oraz płyta DVD z zarejestrowanymi występami Jackie w America's Got Talent.
Proces powstawania płyty trwał zaledwie trzy dni.

## Lista utworów

### CD
1. "Silent Night" - 3:32
2. "Panis Angelicus" - 3:46
3. "O Holy Night" - 4:40
4. "Pie Jesu" - 2:57

### DVD
1. "Panis Angelicus (YouTube Audition)"
2. "O Mio Babbino Caro (From America's Got Talent)"
3. "Time to Say Goodbye (From America's Got Talent)"
4. "Pie Jesu" (From America's GotTalent)"
5. "Ave Maria (From America's Got Talent)"
6. "Exclusive interview"

## Notowania
| Notowanie (2011)                  | Najwyższa pozycja |
| --------------------------------- | ----------------- |
| Canadian Albums Chart             | 9                 |
| US Billboard 200                  | 2                 |
| US Billboard Top Classical Albums | 1                 |

### Notowania na koniec roku
| Notowanie - 2011          | Pozycja |
| ------------------------- | ------- |
| US Billboard 200 Year-end | 15      |